# They
A They Jem walesi énekesnő első kereskedelmi forgalomban is megjelent kislemeze első, Finally Woken című albumáról (az előző dal, a 24 csak promóciós kislemezen jelent meg). A dal felhasznál egy részletet a Swingle Singers egy 1963-as Bach-feldolgozásából (Prelúdium F-mollban, a Wohltemperiertes Klavierből.
A dal Jem legsikeresebb kislemezdala lett; a brit kislemezlistán a 6. helyet érte el. A Crossing Jordan és a Grey’s Anatomy tévésorozatokban, valamint az MTV The X Effect című műsorában is hallható volt. Jolin Tsai tajvani énekes kínai nyelvű feldolgozása a Motorola telefonok reklámjában szerepelt.

## Jelentése
A dalt Jem bevallása szerint az ihlette, hogy egy városi legenda megtréfálta. „Arról szól, hogy az emberek mindig mennyire odafigyelnek arra, amit a 'mások' mondanak, és mennyire gondolkodás nélkül követik azt. Arról írtam konkrétan, amikor New York-ban voltam; egy útleírásban olvastam, hogy a metrón ne nézz mások szemébe, mert lelőnek vagy valami ilyesmi. Mikor odaértem, nagyon féltem és ránézni se mertem senkire. Évekkel később, mikor mindennap metrón jártam Brooklynba, arra gondoltam, 'Istenem, hát minden oké!' Teljesen elhittem mindent annak a könyvnek. Emiatt gondolkodtam el mindazon, amit mások mondanak.

## Videóklipek és remixek
Jem két videóklipet forgatott a Theyhez. Az amerikai változat 2004 júliusában készült és Honey rendezte. A klipben Jem egy parkban sétál, szabályokat sért meg és megpróbál segíteni másoknak, hogy ráébredjenek, mekkora hatalom van a tekintély megkérdőjelezésében. Az európai változat 2005 februárjában készült, Laurent Briet rendezésében, és a Barbarella című film nyitójelenete ihlette. Jem egy űrhajón vetkőzik (bár hologramok eltakarják a testét), aztán kiderül, hogy egy fiú álmodozik róla, miközben az űrhajó modelljét építi. Ezt a klipet 2005-ben jelölték a legjobb új előadó által készített klip díjára az Annual Music Videos Awards Show-n.
Hivatalos remixek, változatok
1. They (Album version)
2. They (Cut Chemist Remix)
3. They (Cut Chemist Instrumental Remix)
4. They (Eye in the Sky Mix)
5. They (Photek Mix)
6. They (Tech Breaks Mix) by Kid Freeze

## Számlista
CD kislemez (Egyesült Királyság)
1. They
2. Maybe I’m Amazed

CD maxi kislemez (Egyesült Királyság, Ausztrália)
1. They (Original version)
2. They (Cut Chemist Remix)
3. They (Mdk & Ayesha Mix / Eye in the Sky Mix)
4. They (videóklip)

## Helyezések
| Slágerlista (2005)            | Legmagasabb helyezés |
| ----------------------------- | -------------------- |
| Ausztrál kislemezlista        | 28                   |
| Belga (flamand) kislemezlista | 61                   |
| Belga (vallon) kislemezlista  | 47                   |
| Brit kislemezlista            | 6                    |
| Holland kislemezlista         | 27                   |
| Ír kislemezlista              | 8                    |
| Német kislemezlista           | 45                   |
| Olasz kislemezlista           | 47                   |
| Osztrák kislemezlista         | 15                   |
| Svéd kislemezlista            | 47                   |